# Lew Christensen
Lewellyn Farr Christensen (Brigham City, 6 maggio 1909 – San Mateo, 9 ottobre 1984) è stato un ballerino, coreografo e direttore artistico statunitense per molte compagnie. Ha collaborato intensamente con George Balanchine ed il San Francisco Ballet, che ha diretto dal 1952 al 1984. Le altre compagnie di cui Christensen fece parte sono la Ballet Caravan, diretta da Lincoln Kirstein e la Ballet Society, diretta da Kirstein e Balanchine.

## Primi anni e formazione
Christensen nacque a Brigham City, nello Utah, da una famiglia con radici nella danza e nella musica. Suo nonno, Lars Christensen, che era emigrato dalla Danimarca, aveva insegnato danze popolari e sociali. Christensen fu cresciuto come mormone e questa educazione informò la sua ultima carriera di un senso di attenzione alla correttezza.
Christensen iniziò a studiare danza con i suoi zii e la musica con suo padre quando aveva dieci anni. Gli fu insegnata la prima tecnica di balletto da Stefano Mascagno, un insegnante italiano. Suo fratello Willam lanciò Lew e il loro terzo fratello ballerino, Harold, nel vaudeville. Oltre ai piccoli spettacoli di vaudeville, i tre fratelli ottennero un lavoro nel musical di Broadway The Great Waltz e in questo periodo Christensen divenne studente presso la nuova School of American Ballet di Balanchine. Nel 1935 entrò nell'American Ballet Ensemble del Metropolitan Opera con Harold.

## Danzare con Balanchine
Non appena Christensen iniziò la sua formazione, ricevette un'attenzione speciale da George Balanchine, che riconobbe il suo talento. Tra i primi ballerini maschi di Balanchine, Christensen ha ballato ruoli principali, ricevendo molti elogi per i suoi ruoli da protagonista in Orpheus and Eurydice e Apollon Musagète. Christensen, il primo americano a ballare Apollo, stabilì un nuovo standard per quel ruolo e da allora in poi considerato il primo ballerino maschio significativo cresciuto in America.
All'inizio della seconda guerra mondiale, Lew Christensen fu arruolato nell'esercito degli Stati Uniti. Al suo ritorno a New York nel 1946 entrò a far parte dell'ultimo progetto di Balanchine e Kirstein, Ballet Society, in seguito conosciuto come il New York City Ballet, dove divenne maestro di balletto. Sebbene considerato da molti l'erede logico della compagnia di Balanchine, Christensen fu invece allettato dall'idea di unirsi ai suoi fratelli nel San Francisco Ballet nel 1948.

## Ballet Caravan
Il Ballet Caravan, iniziato nel 1936 da Kirstein, aveva lo scopo di fornire ai ballerini di balletto americani un'occupazione estiva durante la bassa stagione. Come membro, Christensen fu solista principale, coreografo e maestro di balletto fino al 1940.
Tra il 1936 e il 1941 i balletti coreografati da Christensen includevano Pocahontas (1936), Filling Station (1938), Charade (1939) e Pastorela (1941). Filling Station aveva al suo interno le radici del vaudeville di Christensen, acrobati, umorismo inglese e il tip-tap.
Col Ballet Caravan, Christensen e sua moglie Gisella Caccialanza girarono il Sud America nel 1941.

## San Francisco Ballet
Christensen è stato direttore associato del San Francisco Ballet nel 1949 ed è stato co-direttore nel 1951 con il fratello Willam. Ha lavorato come regista dal 1952 al 1984.
Christensen ha trasformato il San Francisco Ballet in una compagnia neoclassica riconosciuta a livello internazionale. Sebbene fosse entrato nel San Francisco Ballet nel 1949, Christensen continuò a lavorare come maestro di balletto per il New York City Ballet fino al 1950. Dopo essere stato condirettore della compagnia di San Francisco nel 1951, mantenne un buon rapporto tra questo e il New York City Ballet. Nel 1952 con la partenza di suo fratello Willam per impostare il programma di balletto all'Università dello Utah, Lew divenne il direttore della compagnia. Ha coreografato oltre 110 opere per il San Francisco Ballet. Portò importanti coreografie da Balanchine alla compagnia. Con Christensen come regista, il San Francisco Ballet fece i suoi primi tour a livello nazionale e internazionale e ricevendo molti consensi.